# بارني كلارك
بارني كلارك (بالإنجليزية: Barney Clarke)‏ (1 أبريل 1927 - 8 مارس 1999) هو ملاكم نيوزلندي، صنّف ضمن فئة الوزن الثقيل الخفيف ‏.

## روابط خارجية
- بارني كلارك على موقع بوكس ريك (الإنجليزية) (registration required)